# Hossein Wahid Khorasani
Grootayatollah Hossein Wahid Khorasani (Perzisch: حسین وحید خراسانی; Nishapur, 1 januari 1921) is een Iraans auteur en islamitische leider. Hij is ook de leidinggevende van het Seminarie van Qom.

## Levensloop
Khorasani werd geboren in Nishapur, een stad 130 km ten westen van Mashhad. Hij begon zijn religieuze opleiding op jonge leeftijd in Mashhad en voltooide zijn muqadamat en Arabisch onder Sheikh Shams en al-Muhaqiq al-Mughani. Hij ontving een ijazah van zijn leraar Sayyid Muhammad Hujjat Kuh-Kamari.
In 1949 verhuisde hij naar Najaf, waar hij tien jaar lang aan de Yazdi-school studeerde. De daaropvolgende twaalf jaar volgde hij lessen van ayatollah Abu al-Qasim al-Khoei (1899-1992). Hij keerde in 1972 terug naar Mashhad en gaf daar iets minder dan een jaar les, en reisde vervolgens naar Qom om zich daar tot op de dag van vandaag te vestigen.